# R-kioski
R-kioski Oy est une chaîne de kiosques appartenant au groupe Reitan . 

## Offre commerciale
Les magasins R-kioski vendent des livres, des magazines, du tabac, des plats cuisinés, des boissons gazeuses et des boissons alcoolisées telles que la bière et le cidre, à l'exclusion du vin et des spiritueux.
Les magasins R-kioski proposent également des services tels que les différents jeux de Veikkaus, des recharges pour téléphones portables prépayés et des licences de pêche, ainsi que des tickets de transports en commun. Certains magasins sont également en mesure de vendre des billets nationaux de transport en train et en bus

## Les magasins
La chaîne R-kioski comprend 600 magasins R-kioski en Finlande, 107 R-kiosk en Estonie et Lietuvos Spauda en Lituanie.

## Galerie

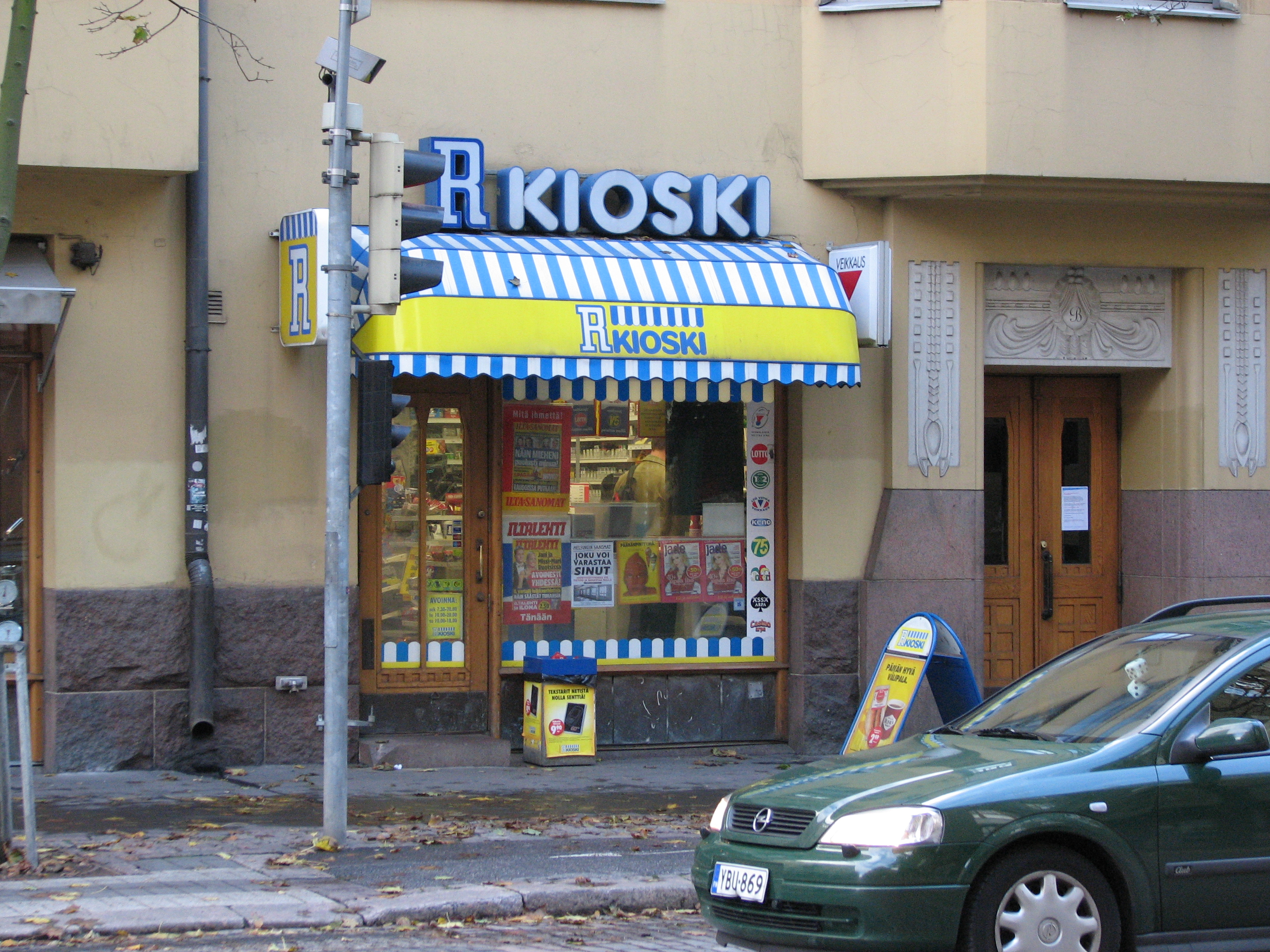
R-Kioski sur Bulevardi à Helsinki.
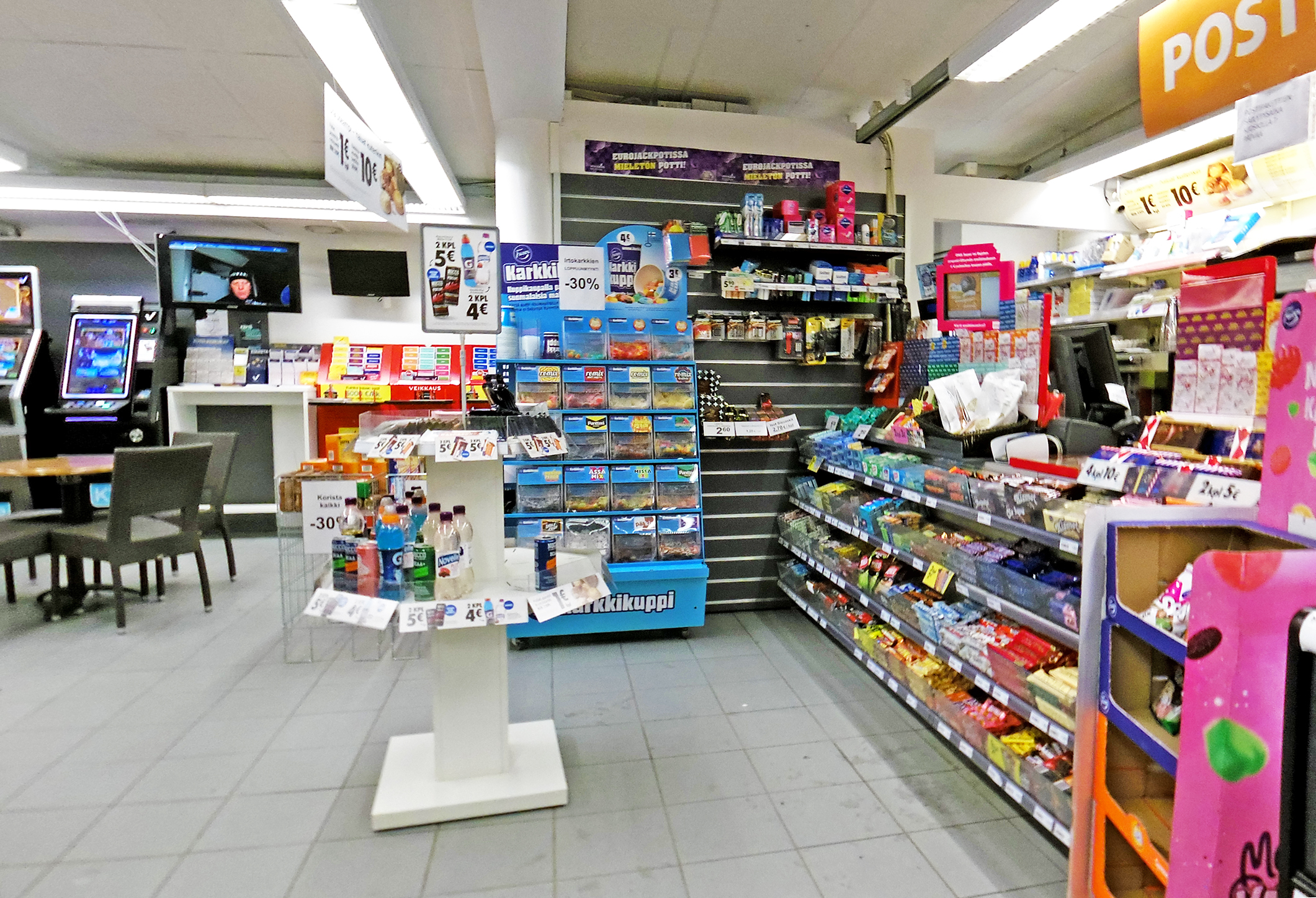
Intérieur d'un  R-kioski à Jyväskylä.
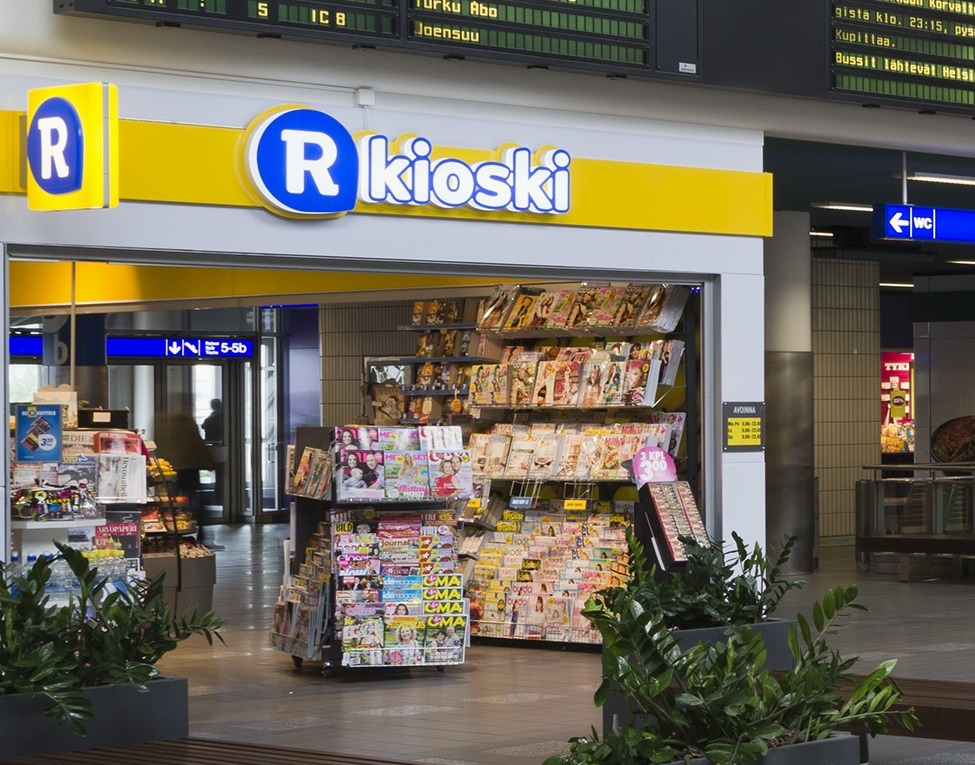
R-kioski à la Gare de Pasila.
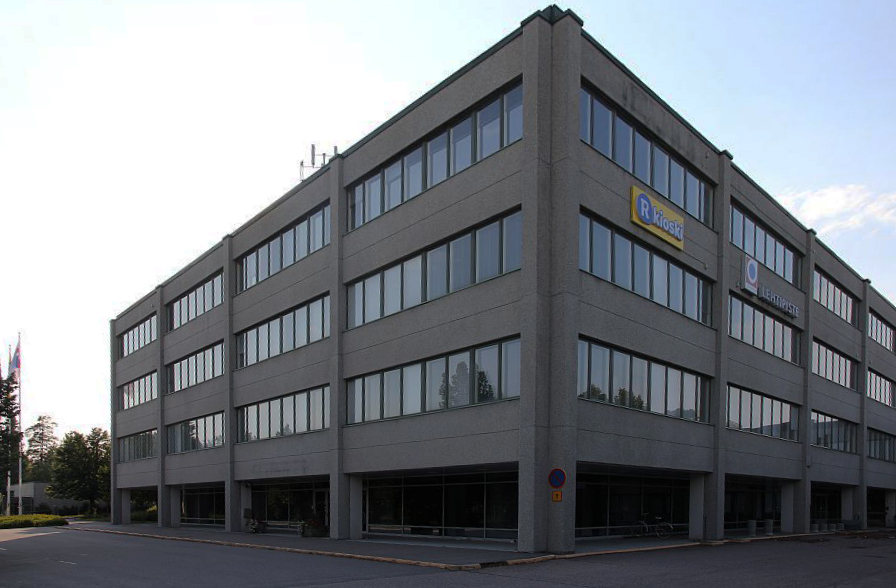
Siège de R-kioski a Vantaa.